# Andrea Pietrobon
Andrea Pietrobon (Belluno, 11 marzo 1999) è un ciclista su strada italiano che corre per il Team Polti VisitMalta; professionista dal 2023, nel 2024 si è classificato terzo nella tappa Genova-Lucca al Giro d'Italia.

## Palmarès
- 2017 (Juniores)

Gran Premio San Michele
- 2018 (Zalf-Euromobil-Désirée-Fior, una vittoria)

Gran Premio Sportivi Sestesi
- 2020 (Cycling Team Friuli, una vittoria)

Coppa San Vito

### Altri successi
- 2022 (Eolo-Kometa U23)

1ª tappa Vuelta a Extremadura (Zafra, cronosquadre)

## Piazzamenti

### Grandi Giri
- Giro d'Italia

2024: 109º
2025: 141º

### Classiche monumento
- Milano-Sanremo

2024: ritirato